# Lemeschi (Tschernihiw)
Lemeschi (ukrainisch Лемеші; russisch Лемеши) ist ein Dorf in der ukrainischen Oblast Tschernihiw mit etwa 600 Einwohnern (2001).

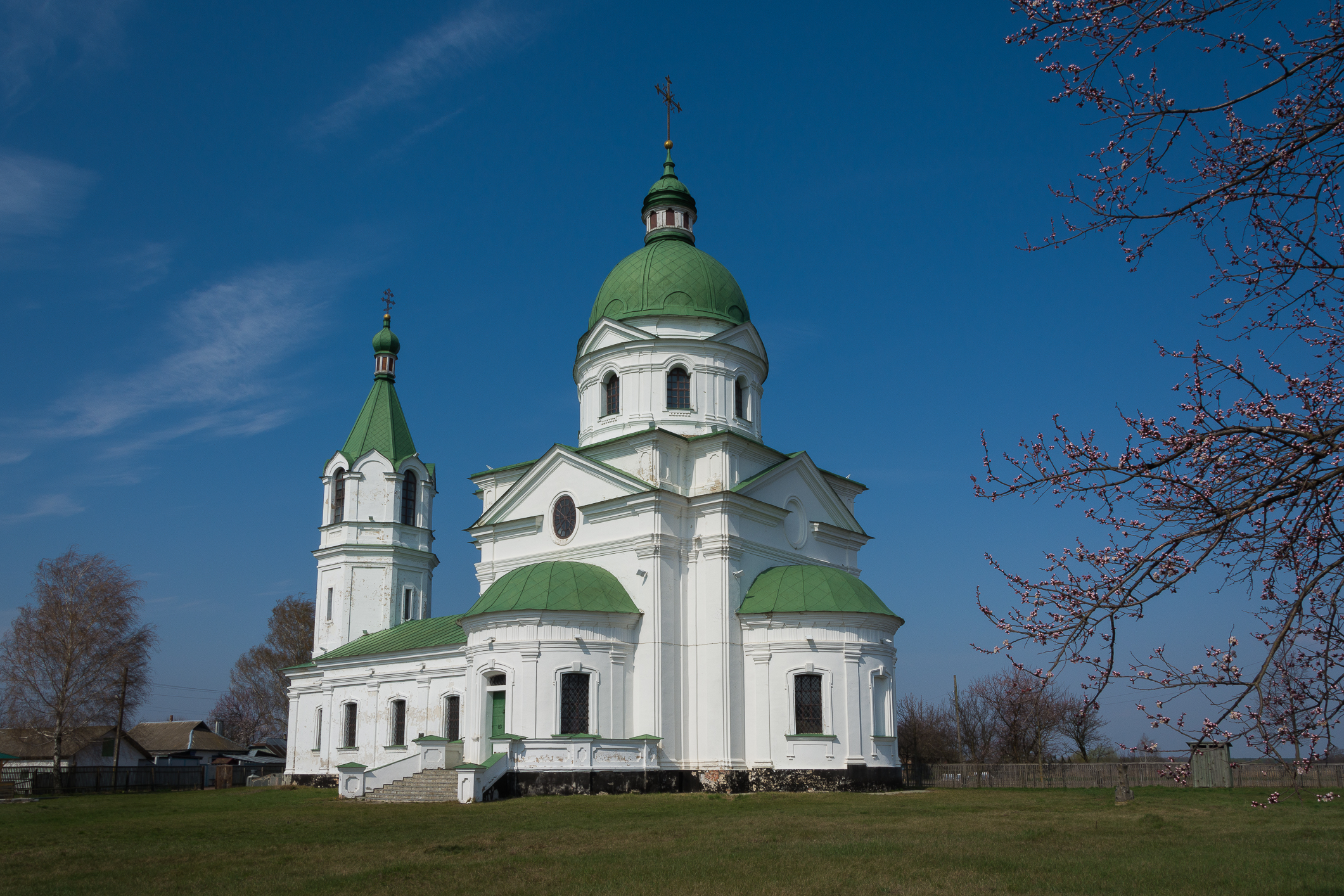
Dreifaltigkeitskirche im Dorf

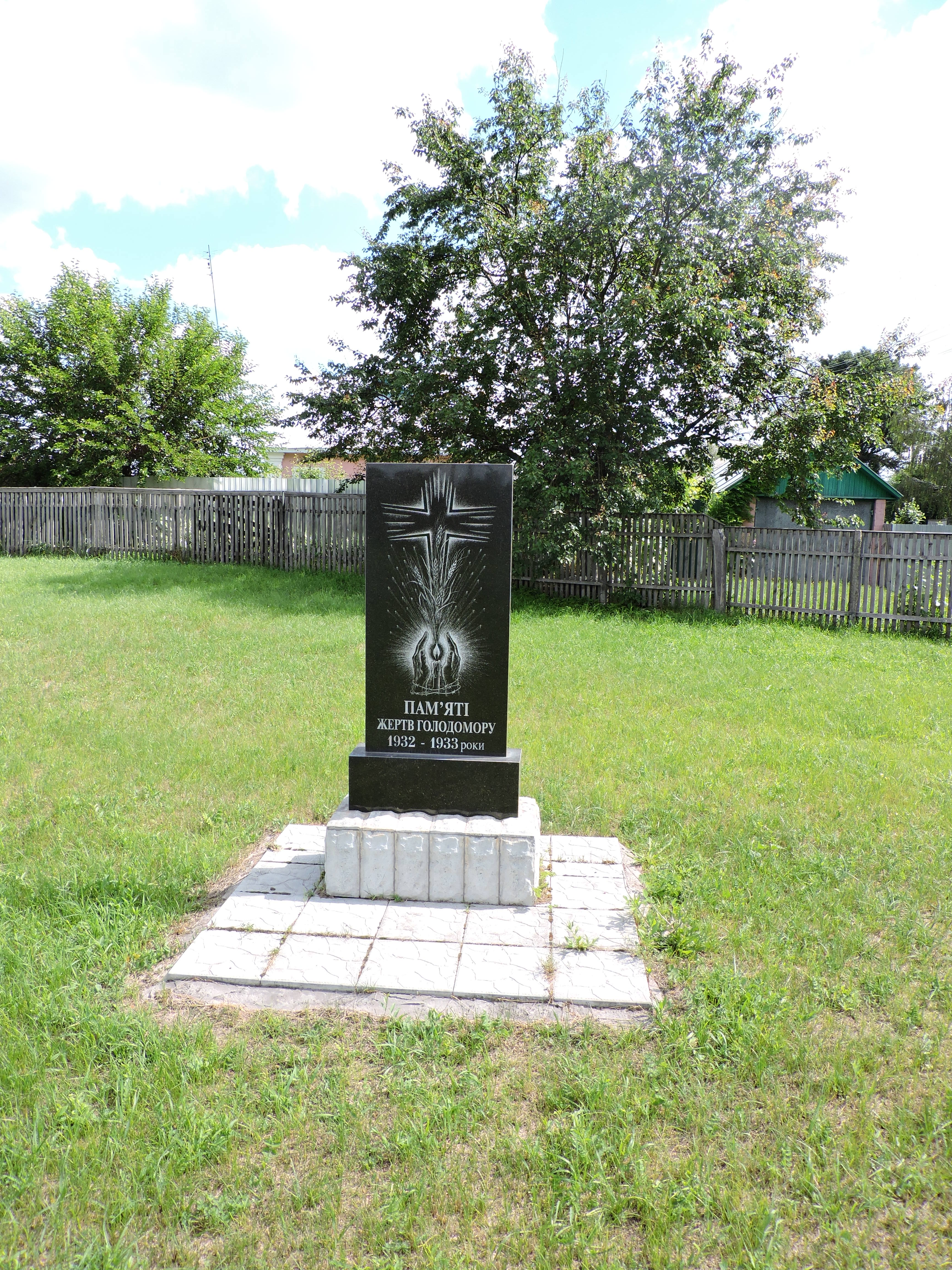
Mahnmal für die Opfer des Holodomor in Lemeschi

Das erstmals 1709 schriftlich erwähnte Dorf liegt auf einer Höhe von 116 m 9 km nördlich vom Gemeinde- und ehemaligen Rajonzentrum Koselez und 60 km südlich vom Oblastzentrum Tschernihiw. Durch das Dorf verläuft die Fernstraße M 01/E 95.
Im Dorf steht mit der zwischen 1755 und 1760 auf Anordnung von Alexei Rasumowski vom Architekten Iwan Hryhorowytsch-Barskyj erbauten Dreifaltigkeitskirche (Трьохсвятительська церква) ein Architekturdenkmal, das sich stilistisch am Übergang vom Barock zum Klassizismus befindet. Im Jahr 1914 führten Mychajlo Bojtschuk zusammen mit seiner Ehefrau und seinem Bruder Tymofij Restaurierungsarbeiten in der Kirche durch. In der Sowjetzeit wurden der Ikonostas und die Wandmalereien Bojtschuks in der Dreifaltigkeitskirche zerstört.
Am 13. Oktober 2016 wurde das Dorf ein Teil der neugegründeten Siedlungsgemeinde Koselez, bis dahin bildete es zusammen mit den Dörfern Bojariwka (Боярівка), Horbatschi (Горбачі), Pissozke (Пісоцьке), Schapichy (Шапіхи), Scholojky (Шолойки) und Schuljaky (Шуляки) die gleichnamige Landratsgemeinde Lemeschi (Лемешівська сільська рада/Lemeschiwska silska rada) im Zentrum des Rajons Koselez.
Am 17. Juli 2020 kam es im Zuge einer großen Rajonsreform zum Anschluss des Rajonsgebietes an den Rajon Tschernihiw.

## Söhne und Töchter der Ortschaft
- Alexei Grigorjewitsch Rasumowski (1709–1771), Feldmarschall der Kaiserlich Russischen Armee und Liebhaber von Kaiserin Elisabeth Petrowna
- Kirill Grigorjewitsch Rasumowski (1728–1803),  russischer Graf, General-Feldmarschall und der letzte Hetman der Saporoger Kosaken